# Igman
Igman es una montaña en la parte central de Bosnia y Herzegovina. Se encuentra directamente al suroeste de Sarajevo, limitando con la montaña de Bjelašnica y la ciudad de Ilidža. El punto más alto de Igman, Cadena Vlahinja, es de 1502 m s. n. m., haciendo de ella la más baja de las montañas de Sarajevo.
Igman es un destino popular para el senderismo y el esquí. Durante los Juegos Olímpicos de invierno de 1984, fue la principal montaña usada para los acontecimientos olímpicos, junto con Jahorina y Bjelašnica. Hay numerosas estructuras en Igman que datan de esta época, aunque muchas todavía llevan las marcas del conflicto de 1992-1995. Hay planes para una nueva línea ferroviaria por cable entre Igman y el vecindario de Ilidža llamado Hrasnica. Hoy Igman es todavía una de las principales atracciones turísticas de Sarajevo.
Una de las atracciones más interesantes en es la plataforma para los saltos de esquí de los Juegos Olímpicos de invierno. Son de destacar los numerosos impactos de bala cerca de la plataforma de medallas en la parte inferior de la colina; este lugar fue utilizado para ejecuciones durante las guerras yugoslavas. También durante la Segunda Guerra Mundial, fue escenario de la huida del alto mando de los partisanos yugoslavos cercados por los alemanes en una operación de castigo.
Igman fue el lugar donde se ha registrado la temperatura más baja en la región, 43 °C bajo cero. Cuando el tiempo está bien, desde el Igman los montañeros y montañistas pueden ver hasta Montenegro y el mar Adriático. 